# Bruce Hayes (zwemmer)
Lawrence Bruce (Bruce) Hayes (Sarasota, 8 maart 1963) is een Amerikaans zwemmer.

## Biografie
Hayes won tijdens de Pan-Amerikaanse Spelen 1983 de titel op de 200m en 400m vrije slag en de 4x200m vrije slag estafette.
Hayes was tijdens de Olympische Zomerspelen 1984 in eigen land goud de Amerikaanse slotzwemmer op de 4x200m vrije slag, Hayes begon met een voorsprong van 1,48 seconden op de Duitse slotzwemmer Michael Groß. Bij de finish tikte Hayes 0,04 seconden eerder aan dan Groß en verzekerde de Amerikaanse ploeg daarmee in een wereldrecord van de gouden medaille.
Kort na de spelen kwam Hayes uit de kast, en was de eerst olympisch kampioen die deelnam aan de Gay Games.

## Internationale toernooien
| Jaar | Olympische Spelen | Wereldkampioenschappen                                    | Pan-Amerikaanse Spelen                                |
| ---- | ----------------- | --------------------------------------------------------- | ----------------------------------------------------- |
| 1982 |                   | 6e 400m vrije slag 9e 1500m vrije slag 9e 400m wisselslag |                                                       |
| 1983 |                   |                                                           | 200m vrije slag · 400m vrije slag · 4x200m vrije slag |
| 1984 | 4x200m vrije slag |                                                           |                                                       |

1908: Derbyshire, Radmilovic, Foster, Taylor ·
1912: Healy, Champion, Boardman, Hardwick ·
1920: McGillivray, Kealoha, Ross, Kahanamoku ·
1924: O'Connor, Glancy, Breyer, Weissmuller ·
1928: Clapp, Laufer, Kojac, Weissmuller ·
1932: Miyazaki, Yusa, Yokoyama, Toyoda ·
1936: Yusa, Sugiura, Taguchi, Arai ·
1948: Ris, McLane, Wolf, Smith ·
1952: Moore, Woolsey, Konno, McLane ·
1956: O'Halloran, Devitt, Rose, Henricks ·
1960: Harrison, Blick, Troy, Farrell ·
1964: Clark, Saari, Ilman, Schollander ·
1968: Nelson, Rerych, Spitz, Schollander ·
1972: Kinsella, Tyler, Genter, Spitz ·
1976: Bruner, Furniss, Naber, Montgomery ·
1980: Kopljakov, Salnikov, Stoekolkin, Krylov ·
1984: Heath, Larson, Float, Hayes ·
1988: Dalbey, Cetlinski, Gjertsen, Biondi ·
1992: Lepikov, Pysjnenko, Tajanovitsj, Sadovy ·
1996: Davis, Hudepohl, Schumacher, Berube ·
2000: Thorpe, Klim, Pearson, Kirby ·
2004: Phelps, Lochte, Vanderkaay, Keller ·
2008: Phelps, Lochte, Berens, Vanderkaay ·
2012: Lochte, Dwyer, Berens, Phelps ·
2016: Dwyer, Haas, Lochte, Phelps ·
2020: Dean, Guy, Richards, Scott ·
2024: Guy, Dean, Richards, Scott